# トライボロー橋
経路図: 
トライボロー橋（トライボローきょう、Triborough Bridge）はアメリカ合衆国ニューヨーク市の三つの行政区にまたがって架かる三つの橋からなる複合建造物である。州間高速道路278号線およびニューヨーク州道900G号線がこの橋の上を走っている。ハーレム川、ブロンクス・キルおよびヘル・ゲートをまたいで架かり、ニューヨーク市のマンハッタン区、クイーンズ区、およびブロンクス区を結んでいる。途中、ランドールズ島とワーズ島（かつては二つの島だったが現在は埋め立てられて一つの島になっている）を通る。
2008年からは正式名称がロバート・F・ケネディ橋（Robert F. Kennedy Bridge）と改められたが、従来どおりトライボロー橋、あるいはRFKトライボロー橋（RFK Triborough Bridge）と呼ばれることが多い。
この橋はメトロポリタン・トランスポーテーション・オーソリティの関連会社MTAブリッジズ・アンド・トンネルスが所有・運営している。

## 歴史
マンハッタン、クイーンズ、そしてブロンクスを結ぶ橋を建設する計画はニューヨーク市工場および構造物局 (New York City Department of Plant and Structures) の技術者エドワード・A・バーンによって1916年に最初に発表された。地元当局はこの種の複合橋の建設を長らく勧告し続けていたが1925年になってようやくニューヨーク市が調査、ボーリング、および建設計画のための予算を支出し、プロジェクトの資金調達が実現した。

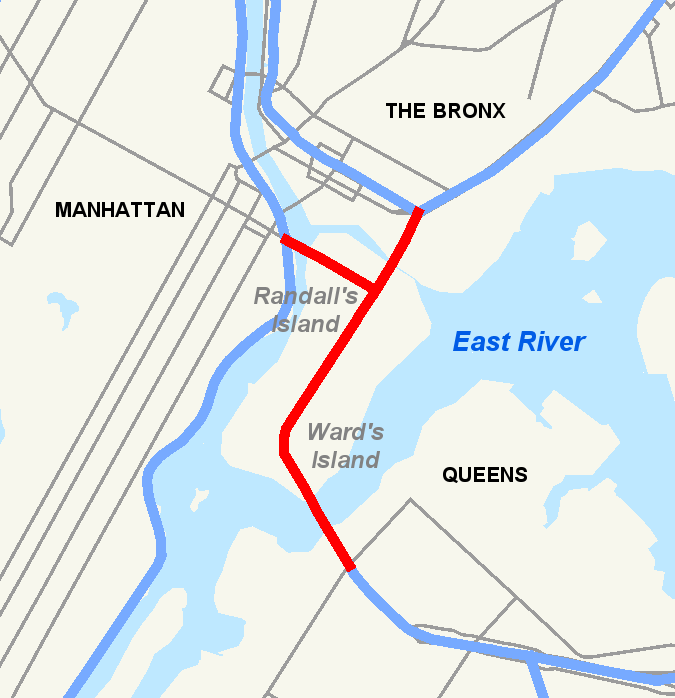
ニューヨーク市内におけるトライボロー橋の位置

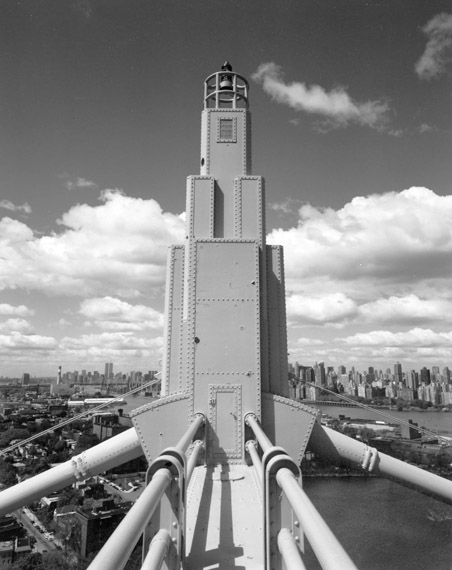
アール・デコ様式の橋上の建物

建設工事は1929年のブラック・フライデーの日に始まり、すぐにプロジェクトは行き詰ってしまった。オスマー・アマンは当初計画では二層になっていた道路デッキを単層に変更して構造を軽量化することで1000万ドルが節約できると提案したが、工事はほぼ停滞状態に陥った。プロジェクトは1930年代初頭にロバート・モーゼスがニューディール政策の資金を投入したことで再開された。彼はこのプロジェクトの資金繰り、建設、そして運用のためにトライボロー・ブリッジ・オーソリティを設立した。こうして、この橋は1936年7月11日に開業した。
建設費は総額で6000万ドルにも上り、これはフーバーダムよりも高額で、大恐慌中の公共事業で最大のものの一つである。建設のためのコンクリートはメイン州からミシシッピ州に至るまでの工場までのものが使われた。コンクリートを注入する型枠を作るために、西海岸のある森を丸々一つ伐採され、その木が用いられた。
米国土木学会は1986年にトライボロー橋を全米土木工学歴史建造物に登録した。1996年8月21日に初めて、ランドールズ島の料金所の通過の際にE-ZPassが使えるようになった。
かつて、この橋の道路標識には "In event of attack, drive off bridge"（衝突の際は橋から落下することになる）と書かれており、ニューヨーク・タイムズのコラムニストウィリアム・サファイアは「幾分ぞっとする表記であり、何百万のドライバーがこれを見て引きつった笑いをしたことだろう」と書いている。
2008年11月19日、ケネディ家の要請を受けて、トライボロー橋は公式にロバート・F・ケネディ橋という名称に変更された。1968年の大統領候補指名選の最中に起きたロバート・ケネディ暗殺事件から40年後のことであった。多くの交通情報やニュースのレポーターは一般的にこの橋を"RFK Triborough Bridge"と呼び、この橋の利用者や周辺住民が長らく慣れ親しんだ元々の名前を強調するようになっている。
2010年5月5日、ニューヨーク市警察はこの橋を閉鎖し、爆弾処理班がドライバーが逃走し橋上に放置されたU-Haulのトラックの調査を行った。この調査はタイムズ・スクエアの爆弾テロ未遂の数日後に起こった。すぐにニューヨーク市警察はこの車両による危険性はないと判断し、橋の交通の再開を行った。

## 用途
トライボロー橋の通行料金はニューヨーク市の公共交通を担うニューヨーク市運輸公社の収入源となっている。この橋は1日あたりおよそ200,000台の自動車が通行する。料金は現金で7.50ドル、ニューヨーク州のE-ZPassで5.33ドルとなる。
この三つの橋にはすべて歩道が設けられており、自転車で通行する際は安全のため降りて押すことになっており、その旨の標識も立てられているが、ほとんどのサイクリストが無視しているのが実態である。このため、市はトライボロー・ブリッジ・アンド・トンネル・オーソリティに安全性の確保を再評価するように勧告している。クイーンズとつなぐ2kmの橋の区間には階段があり、身体障害者の通行の妨げとなっている。この区間の南側の歩道の階段は21世紀初頭に撤去され、到達不可能なった。北側の歩道のワーズ島側進入口の階段は2007年に改善された。ブロンクスとつなぐ区間の二本の歩道はランドールズ島側進入口で一つにつながっている。

イースト川吊り橋

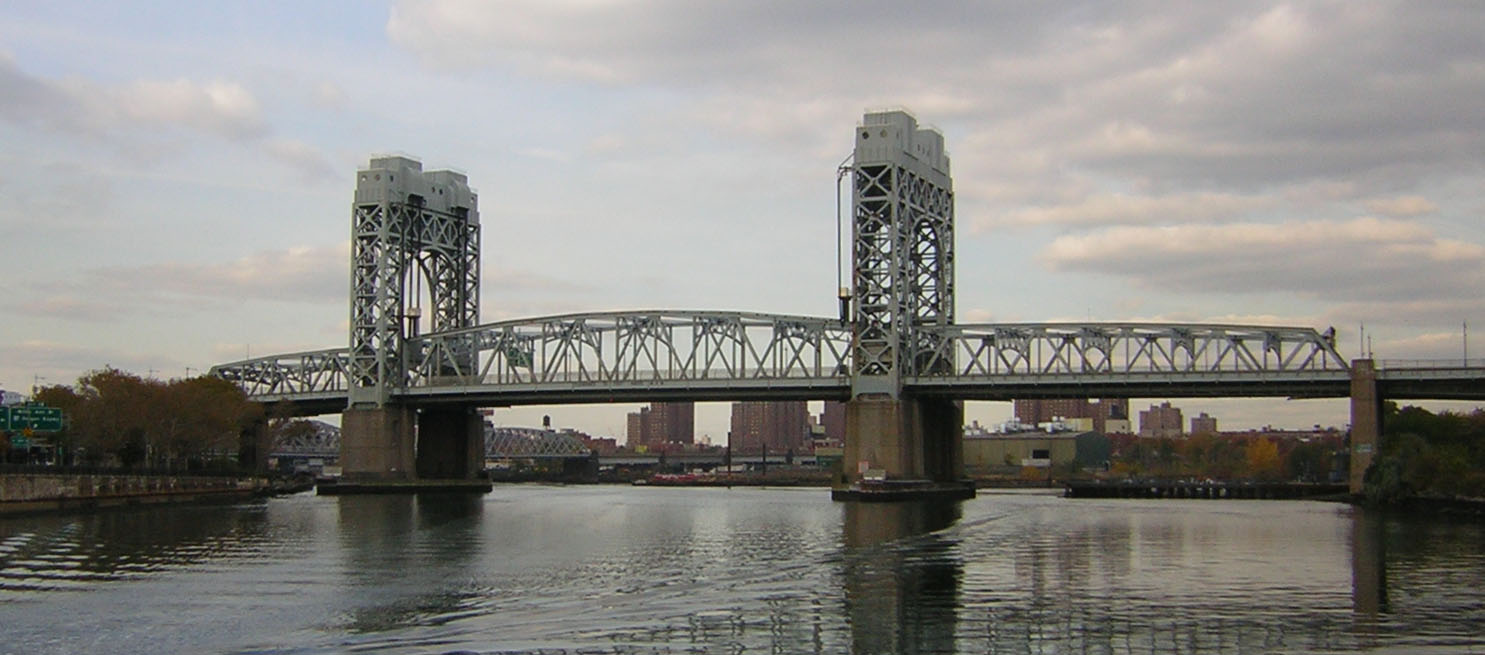
ハーレム川昇開橋

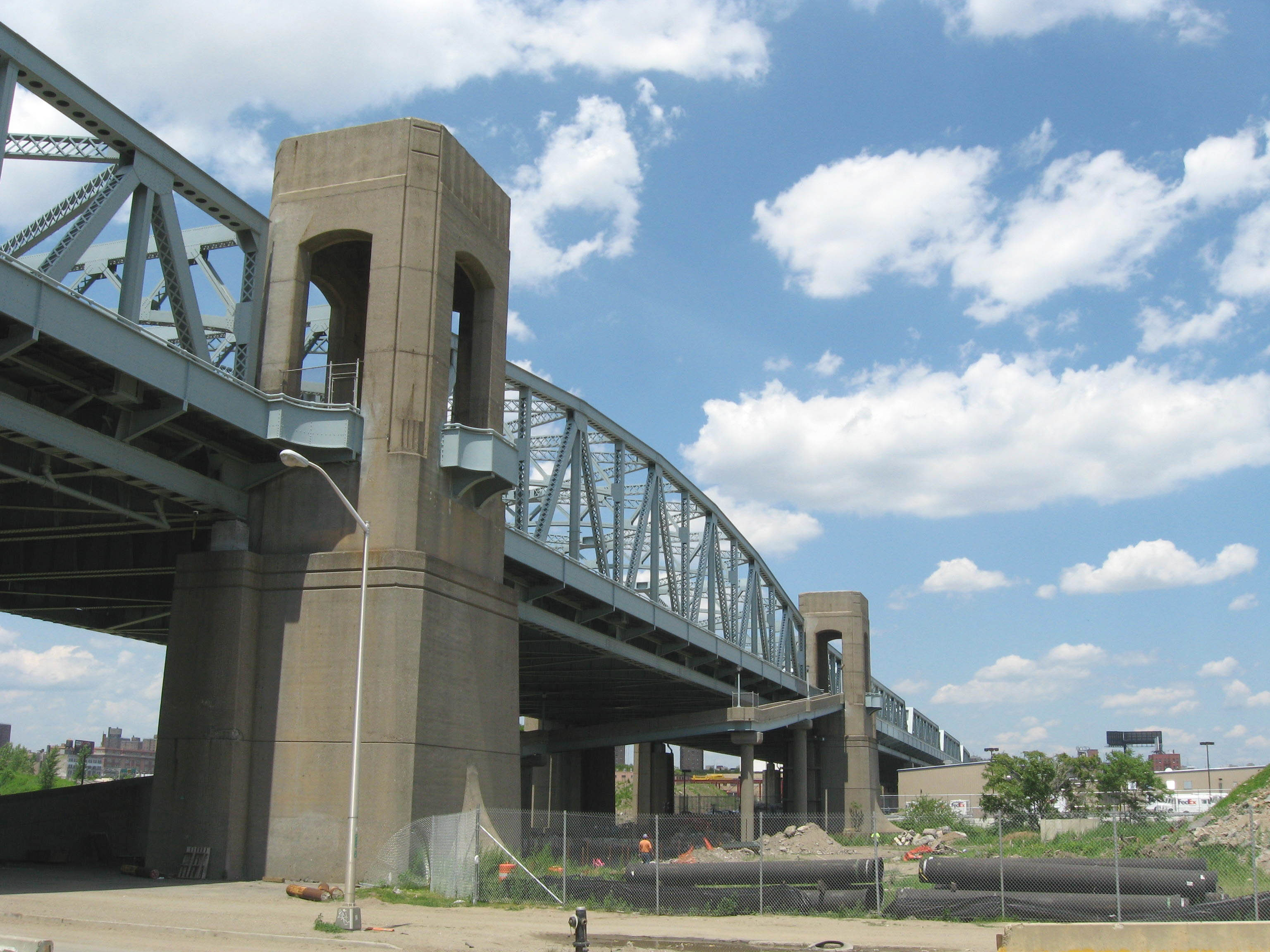
ブロンクス・キル横断橋

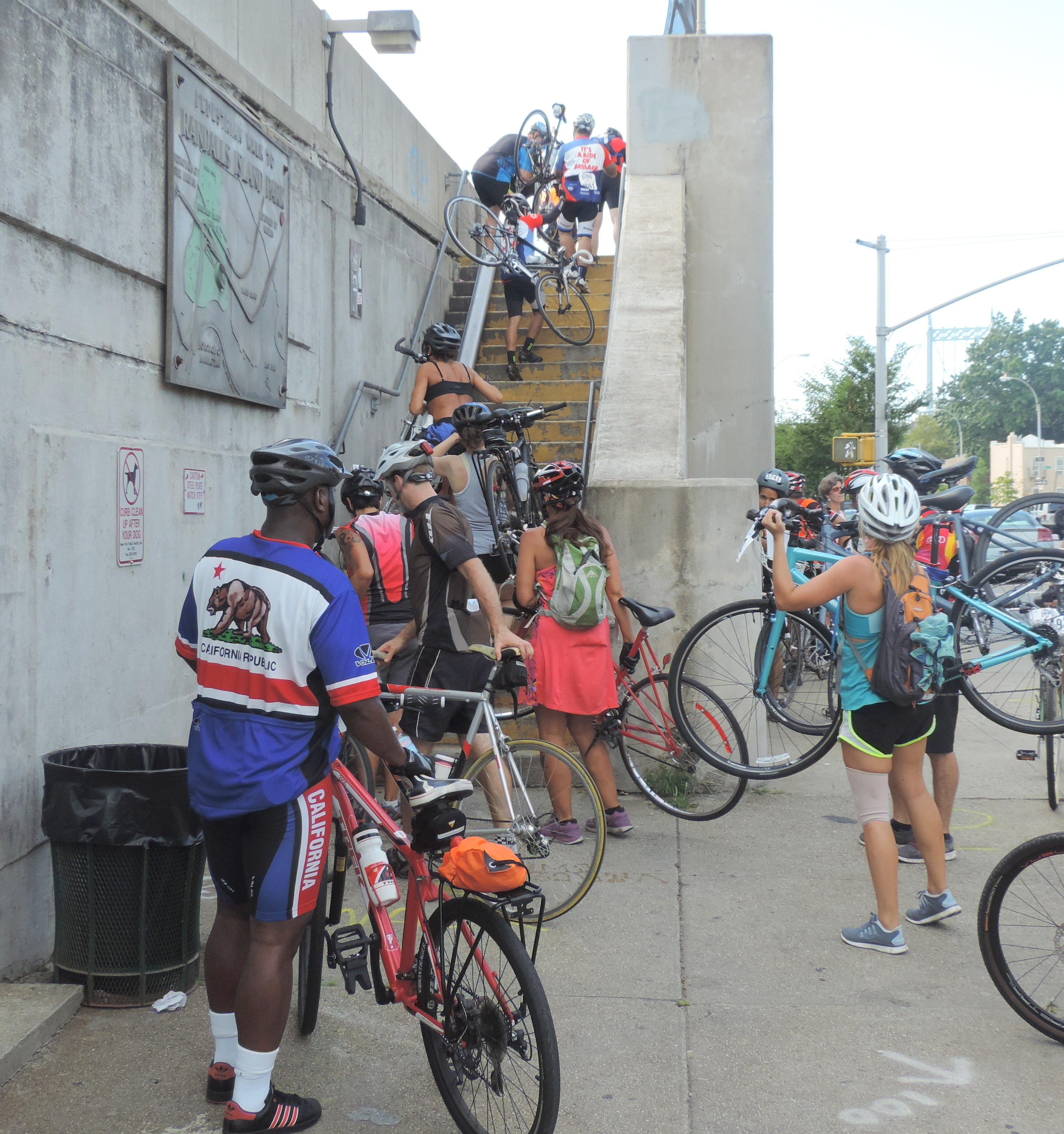
自転車をかついで階段を登らなければならない区間

### 公共交通
トライボロー橋上はニューヨーク市運輸公社のM35, M60, X80路線およびMTAバスのBxM1, BxM2, BxM6, BxM7, BxM8, BxM9, BxM10, BxM11, BxM18路線が走っている。

## 統計

### イースト川吊り橋 (I-278)
- イースト川のヘル・ゲート上に架かりクイーンズとワーズ島を結ぶ
- グランド・セントラル・パークウェイ（英語版）およびブルックリン＝クイーンズ・エクスプレスウェイ（英語版）と接続する
- 主径間長：421m
- 側径間長：213m
- 支柱間長：847m
- 全幅：30m
- 平均高潮面上の支柱の高さ：96m
- 橋の中心地点における平均高潮面上の橋桁の高さ：44m
- 車線数：8車線
- 歩道数：1
- 日平均通行量: 169,393台（2012年）

### ハーレム川昇開橋 (NY 900G)
- ハーレム川上に架かり、マンハッタン島とランドールズ島を結ぶ
- ハーレム・リバー・ドライブ（英語版）、FDRドライブ、および125丁目と接続する
- 主トラス間長：94m
- 側トラス間長：70m
- 支柱間長：235m
- 支柱全高 64m
- 平均高潮面上の橋桁の高さ：17m
- 平均高潮面上の橋桁の高さ（昇開時）：41m
- 車線数：6車線
- 歩道数：2（両側に1つずつ）
- 日平均通行量: 90,956台（2012年）[20]

### ブロンクス・キル横断橋 (I-278)
- ブロンクス・キル上に架かり、ブロンクスとランドールズ島を結ぶ
- メジャー・ディーガン・エクスプレスウェイ（英語版）およびブルックナー・エクスプレスウェイ（英語版）と接続する
- 主トラス間長：117m
- アプローチ・トラス間長：371m
- 支柱間長：488m
- 平均高潮面上の橋桁の高さ：17m
- 車線数：8車線
- 歩道数：2（両側に1つずつ）
- 日平均通行量: 78,437台（2012年）[20]